# 1. Frauenfußballclub Turbine Potsdam 71 2016-2017
Questa voce raccoglie le informazioni riguardanti la sezione di calcio femminile del 1. Frauenfußballclub Turbine Potsdam 71 nelle competizioni ufficiali della stagione 2016-2017.

## Maglie e sponsor
|  | Casa | Trasferta |

## Rosa
Rosa, ruoli e numeri di maglia come da sito ufficiale e sito della Federcalcio tedesca (DFB).
| N. |                      | Ruolo | Calciatrice          |
| -- | -------------------- | ----- | -------------------- |
| 1  | Germania (bandiera)  | P     | Lisa Schmitz         |
| 2  | Austria (bandiera)   | D     | Marina Georgieva     |
| 3  | Germania (bandiera)  | D     | Caroline Siems       |
| 4  | Germania (bandiera)  | D     | Johanna Elsig        |
| 5  | Germania (bandiera)  | D     | Viktoria Krug        |
| 6  | Australia (bandiera) | C     | Elise Kellond-Knight |
| 7  | Germania (bandiera)  | C     | Anna Gasper          |
| 8  | Germania (bandiera)  | D     | Wibke Meister        |
| 9  | Germania (bandiera)  | A     | Svenja Huth          |
| 11 | Germania (bandiera)  | C     | Jennifer Cramer      |
| 13 | Svizzera (bandiera)  | C     | Lia Wälti (capitano) |
| 14 | Germania (bandiera)  | C     | Gina Chmielinski     |
| 15 | Germania (bandiera)  | D     | Inka Wesely          |

| N. |                                 | Ruolo | Calciatrice      |
| -- | ------------------------------- | ----- | ---------------- |
| 16 | Svizzera (bandiera)             | A     | Eseosa Aigbogun  |
| 17 | Germania (bandiera)             | A     | Viktoria Schwalm |
| 18 | Polonia (bandiera)              | D     | Jolanta Siwińska |
| 19 | Germania (bandiera)             | C     | Felicitas Rauch  |
| 20 | Germania (bandiera)             | D     | Bianca Schmidt   |
| 21 | Germania (bandiera)             | C     | Tabea Kemme      |
| 22 | Germania (bandiera)             | D     | Stefanie Draws   |
| 23 | Bosnia ed Erzegovina (bandiera) | D     | Lidija Kuliš     |
| 24 | Slovenia (bandiera)             | A     | Lara Prašnikar   |
| 26 | Stati Uniti (bandiera)          | P     | Bryane Heaberlin |
| 27 | Austria (bandiera)              | C     | Sarah Zadrazil   |
| 30 | Germania (bandiera)             | P     | Vanessa Fischer  |
| 38 | Germania (bandiera)             | A     | Laura Lindner    |

## Calciomercato

### Sessione estiva
| Acquisti | Acquisti        | Acquisti         | Acquisti   |
| R.       | Nome            | da               | Modalità   |
| -------- | --------------- | ---------------- | ---------- |
| C        | Anna Gasper     | Bayer Leverkusen | definitivo |
| C        | Sarah Zadrazil  | Bergheim         | definitivo |
| A        | Eseosa Aigbogun | Basilea          | definitivo |
| A        | Lara Prašnikar  | Rudar Škale      | definitivo |

| Cessioni | Cessioni          | Cessioni   | Cessioni   |
| R.       | Nome              | a          | Modalità   |
| -------- | ----------------- | ---------- | ---------- |
| D        | Maruschka Waldus  | Twente     | definitivo |
| C        | Patricia Hanebeck | Jena       | definitivo |
| C        | Amela Kršo        | SFK 2000   | definitivo |
| A        | Ilaria Mauro      | Fiorentina | definitivo |

### Sessione invernale
| Acquisti | Acquisti         | Acquisti   | Acquisti |
| R.       | Nome             | da         | Modalità |
| -------- | ---------------- | ---------- | -------- |
| D        | Marina Georgieva | St. Pölten |          |

| Cessioni | Cessioni | Cessioni | Cessioni |
| R.       | Nome     | a        | Modalità |
| -------- | -------- | -------- | -------- |
|          |          |          |          |

## Risultati

### Frauen-Bundesliga

#### Girone di andata
| Arbitro: | Diekmann (Dortmund) |

|  |           |                          |
|  | Marcatori | 50’, 83’ Kemme 62’ Rauch |

| Arbitro: | Söder (Ingolstadt) |

|                               |           |  |
| Lindner 3’ Kemme 78’ Huth 79’ | Marcatori |  |

| Arbitro: | Wozniak (Herne) |

|            |           |                         |
| Simons 14’ | Marcatori | 22’ Huth 41’, 83’ Kemme |

| Arbitro: | Hussein (Bad Harzburg) |

|            |           |  |
| Gasper 64’ | Marcatori |  |

| Arbitro: | Kunkel (Amburgo) |

|                             |           |  |
| Kellond-Knight 11’ Huth 68’ | Marcatori |  |

| Arbitro: | Appelmann (Alzey) |

|                 |           |                    |
| Magull 29’, 50’ | Marcatori | 80’ Kellond-Knight |

| Arbitro: | Derlin (Bad Schwartau) |

|          |           |  |
| Huth 47’ | Marcatori |  |

| Arbitro: | Rafalski (Baunatal) |

|  |           |              |
|  | Marcatori | 63’ Aigbogun |

| Arbitro: | Wozniak (Herne) |

|           |           |  |
| Rauch 38’ | Marcatori |  |

| Arbitro: | Wacker (Lehrensteinsfeld) |

|                  |           |                                    |
| Elsig 62’ (aut.) | Marcatori | 48’ Elsig 58’ (aut.) Holstad Berge |

| Arbitro: | Westerhoff (Bochum) |

|                                                                    |           |  |
| Kemme 4’, 70’ Huth 29’, 74’ Rauch 33’, 64’ Gasper 67’ Zadrazil 77’ | Marcatori |  |

#### Girone di ritorno
| Arbitro: | Söder (Ingolstadt) |

|           |           |  |
| Wälti 14’ | Marcatori |  |

| Arbitro: | Diekmann (Dortmund) |

|              |           |           |
| Islacker 28’ | Marcatori | 37’ Wälti |

| Arbitro: | Appelmann (Alzey) |

|                                                                  |           |  |
| Rauch 16’ (rig.) Meister 40’ Aigbogun 59’ Lindner 74’ Wesely 90’ | Marcatori |  |

| Arbitro: | Wozniak (Herne) |

|  |           |           |
|  | Marcatori | 81’ Draws |

| Arbitro: | Wacker (Lehrensteinsfeld) |

|              |           |           |
| Hartmann 52’ | Marcatori | 26’ Elsig |

| Arbitro: | Kunkel (Amburgo) |

|  |           |               |
|  | Marcatori | 12’ Petermann |

| Arbitro: | Biehl (Siesbach) |

|  |           |                    |
|  | Marcatori | 32’ Rauch 42’ Huth |

| Arbitro: | Wacker (Lehrensteinsfeld) |

|           |           |                                                 |
| Kemme 28’ | Marcatori | 5’ (rig.) Graham Hansen 48’ Blässe 56’ Wullaert |

| Arbitro: | Rafalski (Baunatal) |

|                  |           |                |
| Barth 60’ (rig.) | Marcatori | 12’, 38’ Kemme |

| Arbitro: | Wozniak (Herne) |

|  |           |                                                 |
|  | Marcatori | 2’ Behringer 35’ Däbritz 44’ Rolser 79’ Miedema |

| Arbitro: | Söder (Ingolstadt) |

|              |           |                       |
| Weichelt 29’ | Marcatori | 43’ Rauch 70’ Lindner |

### DFB-Pokal
| Arbitro: | Derlin (Bad Schwartau) |

|                                        |                      |                                              |
| Wichmann 19’                           | Marcatori            | 90’ Elsig                                    |
| Scholz Ulbrich Lührßen Schröder Wolter | Tiri di rigore 5 – 4 | Kemme Schmidt Kellond-Knight Wesely Zadrazil |

## Statistiche

### Statistiche di squadra
| Competizione         | Punti | In casa | In casa | In casa | In casa | In casa | In casa | In trasferta | In trasferta | In trasferta | In trasferta | In trasferta | In trasferta | Totale | Totale | Totale | Totale | Totale | Totale | DR  |
| Competizione         | Punti | G       | V       | N       | P       | Gf      | Gs      | G            | V            | N            | P            | Gf           | Gs           | G      | V      | N      | P      | Gf     | Gs     | DR  |
| -------------------- | ----- | ------- | ------- | ------- | ------- | ------- | ------- | ------------ | ------------ | ------------ | ------------ | ------------ | ------------ | ------ | ------ | ------ | ------ | ------ | ------ | --- |
| Frauen Bundesliga    | 50    | 11      | 8       | 0       | 3       | 23      | 8       | 11           | 4            | 1            | 6            | 19           | 8            | 22     | 16     | 2      | 4      | 42     | 16     | +26 |
| DFB-Pokal der Frauen | -     | -       | -       | -       | -       | -       | -       | 1            | 0            | 1            | 0            | 1            | 1            | 1      | 0      | 1      | 0      | 1      | 1      | 0   |
| Totale               | -     | 11      | 8       | 0       | 3       | 23      | 8       | 12           | 4            | 2            | 6            | 20           | 9            | 23     | 16     | 3      | 4      | 43     | 17     | +26 |

### Andamento in campionato
| Giornata  | 1 | 2 | 3 | 4 | 5 | 6 | 7 | 8 | 9 | 10 | 11 | 12 | 13 | 14 | 15 | 16 | 17 | 18 | 19 | 20 | 21 | 22 |
| --------- | - | - | - | - | - | - | - | - | - | -- | -- | -- | -- | -- | -- | -- | -- | -- | -- | -- | -- | -- |
| Luogo     | T | C | T | C | C | T | C | T | C | T  | C  | C  | T  | C  | T  | T  | C  | T  | C  | T  | C  | T  |
| Risultato | V | V | V | V | V | P | V | V | V | V  | V  | V  | N  | V  | V  | N  | P  | V  | P  | V  | P  | V  |
| Posizione | 2 | 1 | 1 | 1 | 1 | 1 | 1 | 1 | 1 | 1  | 1  | 1  | 1  | 1  | 1  | 2  | 2  | 2  | 2  | 2  | 3  | 3  |

Legenda:

Luogo: C = Casa; T = Trasferta. Risultato: V = Vittoria; N = Pareggio; P = Sconfitta.

### Statistiche delle giocatrici
| Giocatore         | Frauen-Bundesliga | Frauen-Bundesliga | Frauen-Bundesliga | Frauen-Bundesliga | DFB-Pokal der Frauen | DFB-Pokal der Frauen | DFB-Pokal der Frauen | DFB-Pokal der Frauen | Totale   | Totale | Totale      | Totale     |
| Giocatore         | Presenze          | Reti              | Ammonizioni       | Espulsioni        | Presenze             | Reti                 | Ammonizioni          | Espulsioni           | Presenze | Reti   | Ammonizioni | Espulsioni |
| ----------------- | ----------------- | ----------------- | ----------------- | ----------------- | -------------------- | -------------------- | -------------------- | -------------------- | -------- | ------ | ----------- | ---------- |
| E. Aigbogun       | 20                | 2                 | 0                 | 0                 | 1                    | 0                    | 0                    | 0                    | 21       | 2      | 0           | 0          |
| G-M. Chmielinski  | 1                 | 0                 | 0                 | 0                 | -                    | -                    | -                    | -                    | 1        | 0      | 0           | 0          |
| J. Cramer         | 9                 | 0                 | 0                 | 0                 | -                    | -                    | -                    | -                    | 9        | 0      | 0           | 0          |
| S. Draws          | 11                | 1                 | 0                 | 0                 | 1                    | 0                    | 0                    | 0                    | 12       | 1      | 0           | 0          |
| J. Elsig          | 21                | 2                 | 6                 | 0                 | 1                    | 1                    | 0                    | 0                    | 22       | 3      | 6           | 0          |
| V. Fischer        | 0                 | 0                 | 0                 | 0                 | -                    | -                    | -                    | -                    | 0        | 0      | 0           | 0          |
| A. Gasper         | 14                | 2                 | 1                 | 0                 | 1                    | 0                    | 0                    | 0                    | 15       | 2      | 1           | 0          |
| M. Georgieva      | 0                 | 0                 | 0                 | 0                 | -                    | -                    | -                    | -                    | 0        | 0      | 0           | 0          |
| B. Heaberlin      | 0                 | 0                 | 0                 | 0                 | 0                    | 0                    | 0                    | 0                    | 0        | 0      | 0           | 0          |
| S. Huth           | 20                | 7                 | 2                 | 0                 | 1                    | 0                    | 0                    | 0                    | 21       | 7      | 2           | 0          |
| E. Kellond-Knight | 21                | 2                 | 2                 | 0                 | 1                    | 0                    | 0                    | 0                    | 22       | 2      | 2           | 0          |
| T. Kemme          | 16                | 10                | 0                 | 0                 | 1                    | 0                    | 0                    | 0                    | 17       | 10     | 0           | 0          |
| V. Krug           | 1                 | 0                 | 0                 | 0                 | 1                    | 0                    | 0                    | 0                    | 2        | 0      | 0           | 0          |
| L. Kuliš          | 7                 | 0                 | 0                 | 0                 | 0                    | 0                    | 0                    | 0                    | 7        | 0      | 0           | 0          |
| L. Lindner        | 15                | 3                 | 2                 | 0                 | 0                    | 0                    | 0                    | 0                    | 15       | 3      | 2           | 0          |
| W. Meister        | 14                | 1                 | 2                 | 0                 | 1                    | 0                    | 0                    | 0                    | 15       | 1      | 2           | 0          |
| L. Prašnikar      | 11                | 0                 | 0                 | 0                 | -                    | -                    | -                    | -                    | 11       | 0      | 0           | 0          |
| F. Rauch          | 17                | 7                 | 1                 | 0                 | -                    | -                    | -                    | -                    | 17       | 7      | 1           | 0          |
| B. Schmidt        | 22                | 0                 | 0                 | 0                 | 1                    | 0                    | 0                    | 0                    | 23       | 0      | 0           | 0          |
| L. Schmitz        | 22                | -16               | 1                 | 0                 | 1                    | -1                   | 0                    | 0                    | 23       | -17    | 1           | 0          |
| V. Schwalm        | 1                 | 0                 | 1                 | 0                 | -                    | -                    | -                    | -                    | 1        | 0      | 1           | 0          |
| C. Siems          | 6                 | 0                 | 0                 | 0                 | -                    | -                    | -                    | -                    | 6        | 0      | 0           | 0          |
| J. Siwińska       | 1                 | 0                 | 0                 | 0                 | 0                    | 0                    | 0                    | 0                    | 1        | 0      | 0           | 0          |
| L. Wälti          | 15                | 2                 | 3                 | 0                 | -                    | -                    | -                    | -                    | 15       | 2      | 3           | 0          |
| I. Wesely         | 20                | 1                 | 0                 | 0                 | 1                    | 0                    | 0                    | 0                    | 21       | 1      | 0           | 0          |
| S. Zadrazil       | 20                | 1                 | 0                 | 0                 | 1                    | 0                    | 0                    | 0                    | 21       | 1      | 0           | 0          |